# Stor-Oxögat, Jämtland
Stor-Oxögat är en sjö i Bräcke kommun i Jämtland och ingår i Ljungans huvudavrinningsområde.